# Книга про Ланселота Озерного

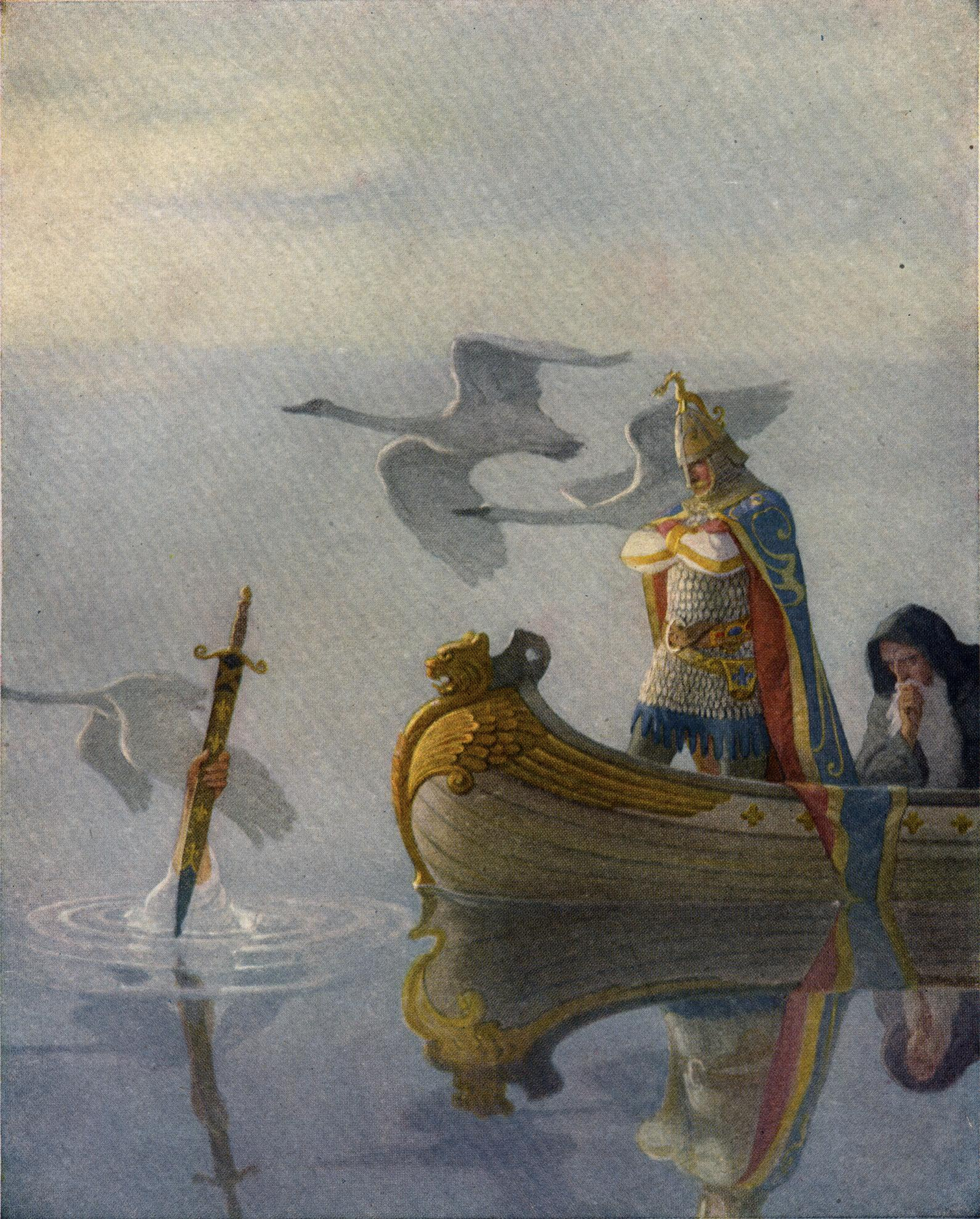
Артур отримав Екскалібур від Володарки Озера

Книга про Ланселота Озерного — одна з книг циклу Ланселот-Грааль.

## Сюжет
У «Книзі про Ланселота Озерного» можна виділити кілька частин. Це як би три «малі» романи, що складають особливий субцикл. Природно, у них немає автентичних назв (як взагалі у більшості пам'ятників середньовічної літератури), і їх називають умовно «Романом про Галеота», «Романом про воза» і «Романом про Агравейн» (останній в науковій літературі називають також «Підготовкою пошуків Грааля»). Перед нами твір дуже великий, з великим числом персонажів, а отже і сюжетних ліній, що розвиваються паралельно і переплітаються між собою, але в цій на перший погляд хаотичній оповідній масі проглядає чіткий і продуманий розрахунок. Книга єдина за своїм задумом. Але єдність твору не приводить його до одноманітності і спрощеності.
На першому плані, крім Ланселота, постійно знаходяться Галеот з Сорелуа, найближчий друг протагоніста, кузен Ланселота Ліонель, а також зведений брат героя Ектор, прозваний Білим Лицарем, відважний Бодемагюс, благородний і цнотливий Боор і т. д. Розпадання артурівського лицарського братства на два ворогуючі клани — Ґовена і Ланселота — в цьому романі лише вгадується.
По ходу розповіді драматизм ситуацій все наростає, дедалі більше персонажів (нехай другорядних і тим самим етично нейтральних) гине, дедалі більше з'являється описів всяких беззаконь, насильств, убивств. І ще наростає в книзі тривожне передчуття трагічного кінця, який передбачений артурівському королівству. Про рокову зраду Мордреда тут ще не розказано, але воно вже передчувається, хоча він виступає в романі як повноправний член артурівського братства.